# 太田氏資
太田氏資（1542年—1567年9月25日），是日本戰國時代的武將。本名太田資房、受領名大膳大夫。太田資正的長子，正室為北條氏康之女長林院。

## 事蹟
太田氏資和父親太田資正原先是扇谷上杉家的家臣，後來扇谷上杉家在河越夜戰被北條軍大敗，父親太田資正向北條氏康投降，而太田資房也迎娶北條氏康之女作為正室。
由於太田資正早與氏資之母離異，另娶大石氏的女兒生下次子政景，加上太田氏資生有口吃，又娶了北條家的女兒和北條氏康頗為親近，所以被蓄意對抗北條家的太田資正認為不適任繼為家督，因而決定繼承人為次子太田政景，太田氏資只好選擇出家避難，法名"道也"。
永祿7年（1564年），太田資正和安房大名里見義弘的聯軍在下總與北條軍爆發第二次國府台之戰中吃了敗仗，太田氏資秘密還俗，趁機聯合家中親北條的家臣造反，奪下太田家的居城岩付城投降北條氏，並將父親跟弟弟流放，自命為家督。此後，北條氏康也把自己名字中的"氏"字贈與他，太田氏資便將名字由資房改成氏資。
永祿10年（1567年），北條家再度和里見家爆發三船山之戰，北條家於是役中慘虧，太田氏資自告奮勇擔任殿軍而戰死。太田氏資死後由於無子，便由北條氏政讓三男國增丸迎娶氏資之女，做為婿養子入繼。